# Catharine Simonsen
Catharine Elisabeth Simonsen, född Rysslaender den 7 mars 1816 i Köpenhamn, död den 3 maj 1849 i Köpenhamn, var en dansk operasångerska (sopran).
Simonsen uppträdde på Det Kongelige Teater och utsågs 1843 till kunglig kammarsångerska. Då hon som 33-åring dog i barnsäng efterlämnade hon åtta minderåriga barn samt sin man, violinisten Sophus Simonsen (1810–1857). Ett av barnen, Niels Juel Simonsen, blev senare själv operasångare.